# Pederneiras
Pederneiras is een gemeente in de Braziliaanse deelstaat São Paulo. De gemeente telt 41.497 inwoners (schatting 2010).

## Aangrenzende gemeenten
De gemeente grenst aan Agudos, Arealva, Bariri, Bauru, Boracéia, Itapuí, Jaú en Macatuba.